# The Flirting Bride
The Flirting Bride è un cortometraggio muto del 1916. Il nome del regista non viene riportato nei credit del film che, prodotto dalla Balboa Amusement Producing Company, aveva come interpreti Jackie Saunders e William Conklin.

## Produzione
Il film fu prodotto dalla Knickerbocker Star Features (Balboa Amusement Producing Company). Venne girato a Long Beach, cittadina californiana dove la casa di produzione aveva la sua sede.

## Distribuzione
Distribuito dalla General Film Company, il film - un cortometraggio in tre bobine - uscì nelle sale cinematografiche USA il 26 maggio 1916.